# بیمارستان هامبر ریور
بیمارستان هامبر ریور (انگلیسی: Humber River Hospital) یک مرکز مراقبت‌های حاد و فوری در شهر تورنتو در کاناداست که در محلهٔ نورث یورک واقع است. این بیمارستان آموزشی دارای بخش‌های اورژانس و مراقبت‌های ویژه، زنان و زایمان و غیره است و در تقاطع خیابان‌های کیل و ویلسون (در نزدیکی خروجی خیابان کیل به بزرگراه ۴۰۱ انتاریو) واقع شده است و برخی خدماتش در دو ساختمان دیگر در همان نزدیکی ارائه می‌شود. کار بازسازی و توسعهٔ این بیمارستان در سال ۲۰۱۱ میلادی با بودجه‌ای در حدود ۱٫۶ میلیارد دلار کانادا آغاز شد و در سال ۲۰۱۵ به بهره‌برداری رسید. این بیمارستان، نخستین مرکز درمانی تمام دیجیتال آمریکای شمالی است.

## برنامه‌ها و خدمات
این بیمارستان وابسته به دانشگاه تورنتو و دانشگاه کویینز و دربرگیرندهٔ خدمات زیر است:
- مراقبت و درمان سرطان
- بخش اورژانس
- بخش مراقبت‌های ویژه (آی‌سی‌یو)
- خدمات آزمایشگاهی
- زنان و زایمان
- تصویربرداری پزشکی
- سلامت روان و ترک اعتیاد
- بیماری‌های کلیوی - در ساختمان‌های خیابان ویلسون و خیابان چرچ
- بخش‌های جراحی